# فرودگاه لنکوئیز
فرودگاه لنکوئیز (به انگلیسی: Lençóis Airport) (به زبان بومی: Aeroporto Coronel Horácio de Mattos) یک فرودگاه همگانی مسافربری با کد یاتا LEC است که یک باند فرود آسفالت دارد و طول باند آن ۲۰۸۰ متر است. این فرودگاه در کشور برزیل قرار دارد و در ارتفاع ۵۱۱ متری از سطح دریا واقع شده است.